# Mbalam
Mbalam est un village du Cameroun situé dans la région de l’Est, le département du Haut-Nyong et la commune de Ngoyla, près de la frontière avec la république du Congo. 
D'importants gisements de minerai de fer y ont été trouvés, exploités par la compagnie minière Sundance Resources Limited.

## Homonymes
Il existe deux autres localités au Cameroun avec le même nom.

## Chemin de fer
Une connexion de chemin de fer de 510 km jusqu'à un port en eaux profondes est requis pour exploiter ces gisements de minerai de manière efficace. Plusieurs routes ont été planifiées à l'aide du logiciel Quantm. Le chemin de fer commencera à la mine à une altitude d'environ 650 m, continuera sur 350 km, descendra en pente raide sur 100 km jusqu'à la plaine côtière, qu'elle traversera sur 50 km jusqu'au port.
En septembre 2010, Sundance Ressources a signé un protocole d'entente avec la CRCC China-Africa Construction Ltd, qui a préparé des plans de construction pour un tracé de 490 km de chemin de fer reliant les futures mines de minerai de fer à un port proposé à proximité de Lolabé. Une autre entreprise Chinoise, China Harbour Engineering Co Ltd (CHEC), construira le port.
Les deux étapes de développement de la mine, du chemin de fer et du port pour les minerais de fer au Cameroun et au Congo, auront un coût estimé de 7,7 milliards de dollars.

## Trafic
Il est prévu que le nouveau chemin de fer transporte 35 millions de tonnes de minerai par an pendant 25 ans.

## Religion
- Christianisme Catholique
- Christianisme Protestant
- Islam

## Langues
- Ndjem